# I Can't Live Without My Radio
I Can't Live Without My Radio è un brano musicale del rapper LL Cool J, estratto come primo singolo dal suo album di debutto Radio, pubblicato nel 1985 dalla Def Jam Recordings. La traccia riscosse un moderato successo, posizionandosi al numero 15 nella Hot R&B/Hip-Hop Singles & Tracks. I Can't Live Without My Radio fu il primo singolo della Def Jam distribuito dalla Columbia Records.
Il pezzo è stato classificato da VH1 alla posizione numero 12 nella lista "100 Greatest Songs of Hip Hop".
La strofa: «And your Radio's Def when my Record's on» è inclusa nel ritornello della canzone Radio di Eazy-E, inclusa nel suo album di debutto Eazy-Duz-It.

## Tracce
1. I Can Give You More - 4:16
2. I Can't Live Without My Radio - 4:12

## Cover
La canzone è stata reinterpretata dal gruppo noise rock britannico World Domination Enterprises.